# Дуби черешчаті (Лобачі)
Дуби чере́шчаті — ботанічна пам'ятка природи місцевого значення в Україні. Розташована в межах Решетилівської громади Полтавського району Полтавської області, в центральній частині села Лобачі. 
Площа 0,25 га. Статус надано згідно з рішенням облради від 28.02.1995 року. Перебуває віданні Лобачівської сільської ради. 
Статус надано для збереження трьох екземплярів вікових дубів черешчатих. Вік найбільшого дуба становить 200 років. Вік двох інших — понад 150 років. Обхват стовбурів дерев на висоті 1,3 м. у 2021 році становив відповідно 367, 273 та 290 см.
Дерева ростуть на рівнинній місцевості, на території колишньої садиби Лобача Андрія Юхимовича, який їх посадив. Поруч знаходиться родинне поховання сім'ї Лобачів. Зараз у садиби інші власники, а нащадок Андрія Юхимовича проживає у м. Хорол. 
Крона дубів має куполоподібну розріджену форму. Дерева крислаті, літньої фенологічної форми. На старішому помітні сліди від удару блискавки. 
Територія навколо дубів доглянута, біологічний та екологічний стан дерев добрий. Необхідно встановити
огорожу навколо дубів та природоохоронні інформаційні знаки.

## Галерея

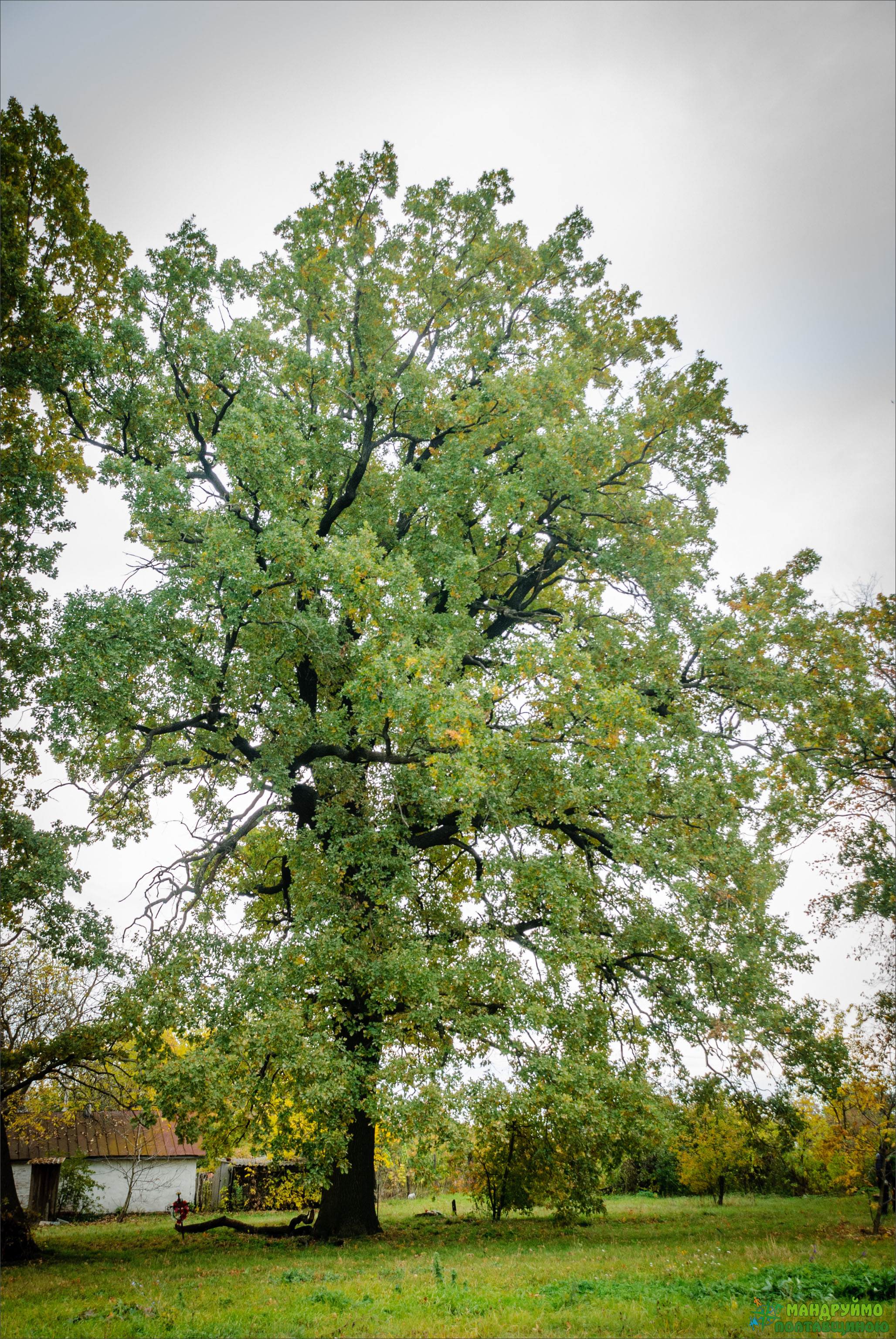
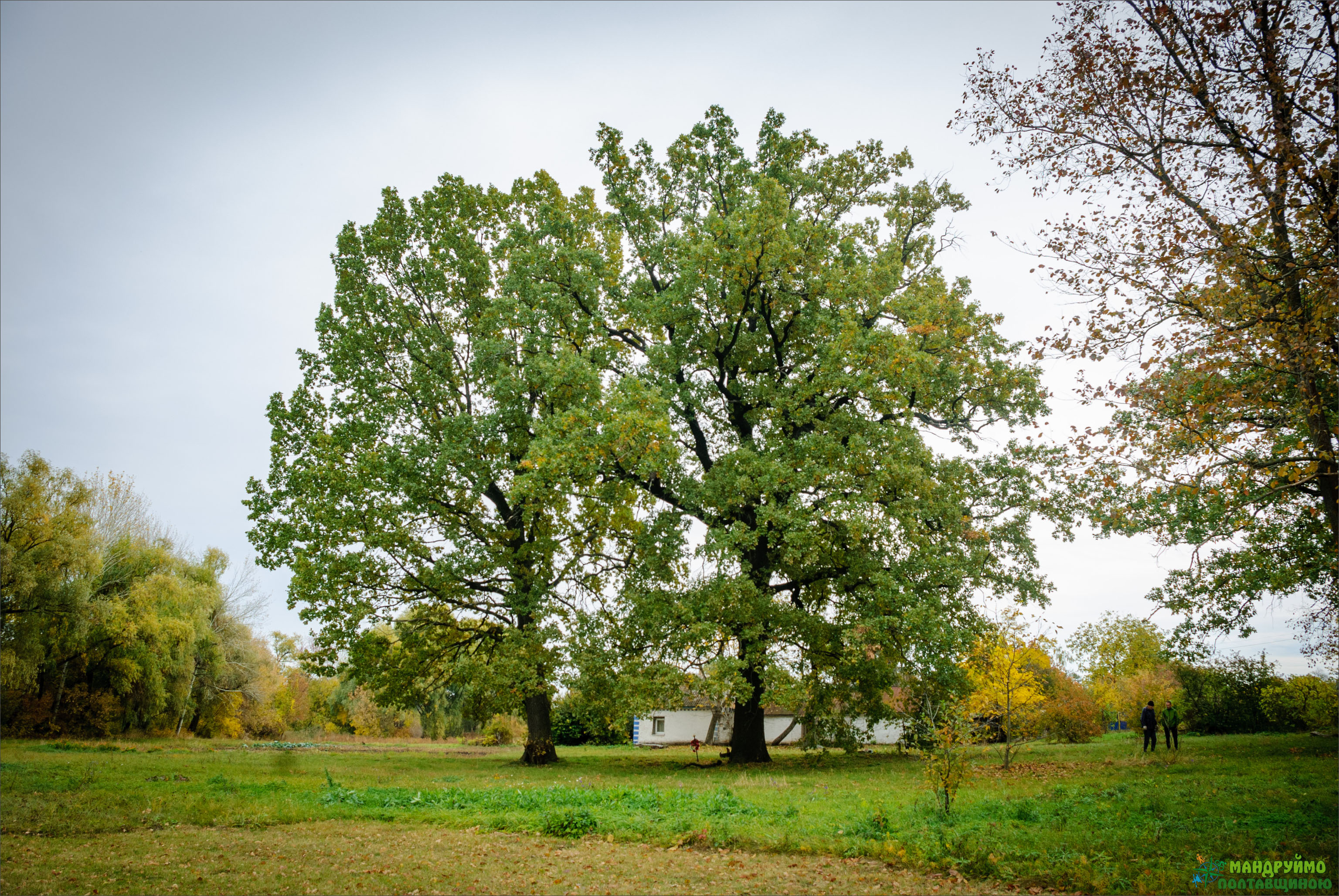
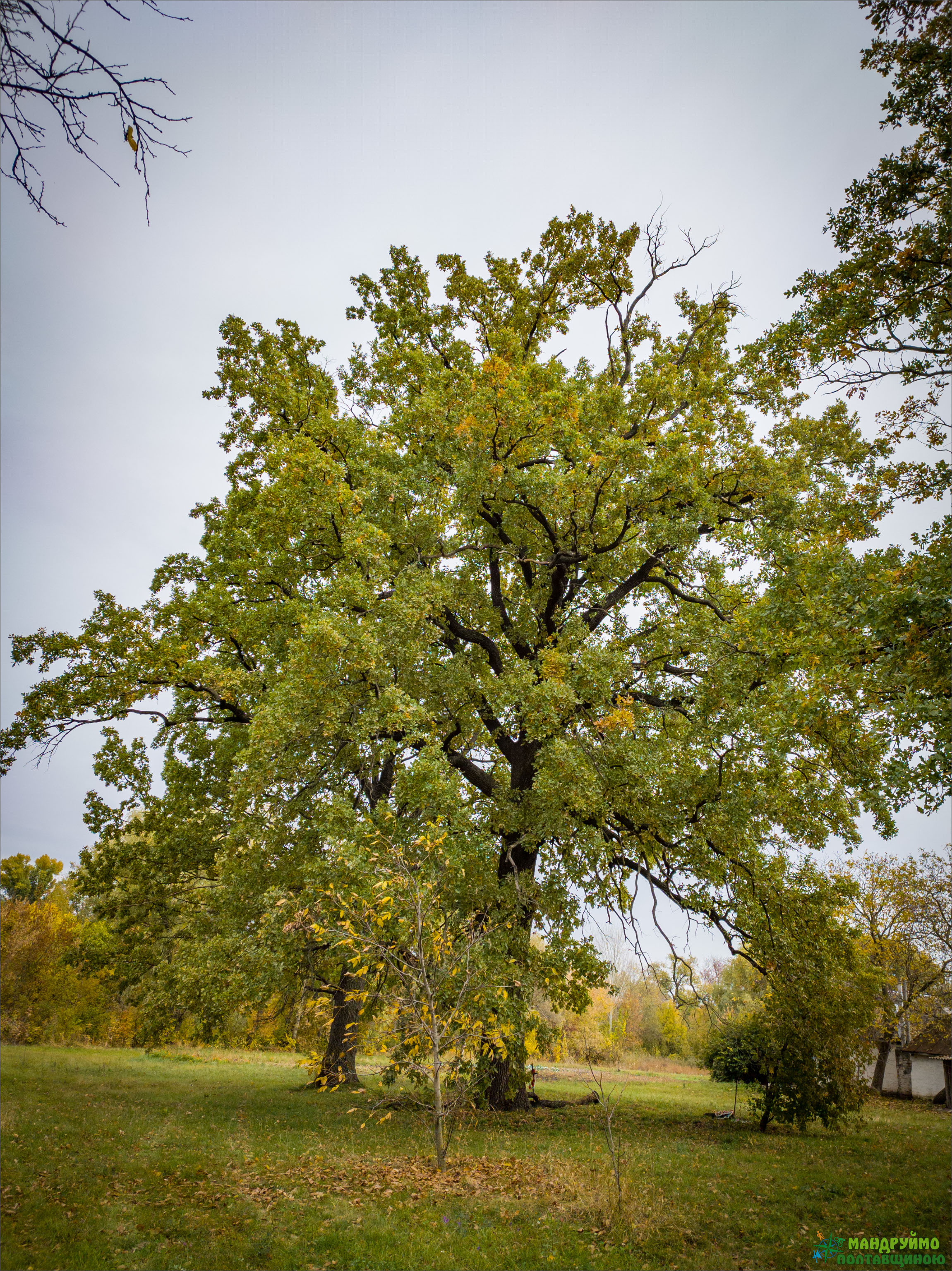